# Fausto de Elhúyar
Fausto de Elhúyar y de Suvisa, nascut a Logronyo l'11 d'octubre de 1755 i traspassat a Madrid el 6 de gener o el 6 de febrer de 1833, fou un químic i geòleg espanyol, famós per haver descobert, juntament amb el seu germà Juan José, l'element químic tungstè o wolframi, W.

## Biografia
Els germans Elhúyar eren descendents d'una família de Lapurdi, el seu pare era cirurgià i treballà a Bilbao i, després a Logronyo. Estudiaren a París entre el 1773 i el 1777, medicina, cirurgia i química. Entre 1778 i 1781 anaren a estudiar a la ciutat alemanya de Freiberg on hi havia una important explotació minera amb una escola de renom i on es formaren en totes les matèries relacionades amb la mineria sota la direcció d'Abraham Gottlob Werner, un dels pares de la mineralogia.
Acabada la seva formació científica, Fausto ingressà el 1781 com a catedràtic de mineralogia i metal·lúrgia al Seminario Patriótico de Bergara (Guipúscoa) de la Sociedad Bascongada de Amigos del País. En setembre de 1785 renuncià a la seva càtedra i el juliol de 1786 fou nomenat Director General de Mineria de Mèxic. Abans de partir recorregué Europa entre 1786 i 1788 per completar la seva formació i conèixer el mètode Born d'obtenció d'argent. A Mèxic creà el Colegio de Minería (1792) i construí el Palacio de Minería (1813) i en fou director d'ambdós. L'any 1822 retornà a Espanya, després de la independència de Mèxic, per encarregar-se de la inspecció de mines. L'any 1825 fou nomenat Director General de Mines.

## Obra

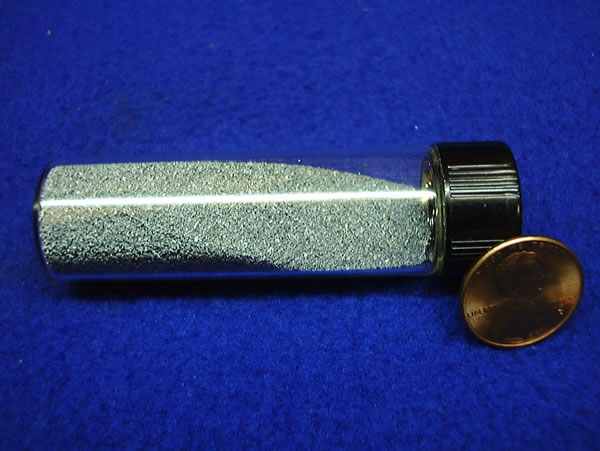
Mostra de tungstè o volframi.

El Seminario Patriótico de Bergara Fausto treballa conjuntament amb Pierre François Chavaneau, catedràtic de química, i durant diversos mesos de 1783 amb el seu germà Juan José, aconseguint aïllar per primera vegada l'element wolframi o tungstè, W, a partir d'un mineral anomenat wolframita, un wolframat de ferro i manganès en proporcions variables (berthòl·lid). Dos anys abans el gran químic suec Carl Wilhelm Scheele (1742-1786) havia aïllat d'un mineral ara anomenat scheelita, un òxid de tungstè, el WO₃.
També realitzà investigacions sobre l'obtenció d'or, Au, i d'argent, Ag, emprant mercuri, Hg.

### Obres
- Análisis químico del volframio i examen d'un nuevo metal que entra en su composición (1783).